# Nagylupsai kolostor
A nagylupsai kolostor ortodox kolostor Romániában, Fehér megyében. Fatemploma a romániai műemlékek jegyzékében az AB-II-m-A-00384 sorszámon szerepel.